# Kvikne kommun
Kvikne kommun (norska: Kvikne kommune) var en kommun i Hedmark fylke i Norge. Kommunen omfattade den norra delen av nuvarande Tynsets kommun (Kvikne socken) samt den södra delen av nuvarande Rennebu kommun (Innsets socken) i Trøndelag fylke. Byn Kvikne utgjorde kommunens centralort.

## Administrativ historik
Kvikne kommun upprättades den 1 januari 1838 (som Kvikne formannskapsdistrikt) när Formannskapslovene från 1837 trädde i kraft.
Den 1 januari 1966 upplöstes kommunen och delades. Den södra delen (Kvikne socken med 664 invånare) fördes till Tynsets kommun medan den norra delen (Innsets socken med 420 invånare) fördes till Rennebu kommun i dåvarande Sør-Trøndelag fylke, sedan den 1 januari 2018 en del av Trøndelag fylke. Kommunen hade vid delningen totalt 1 084 invånare.